# Jogo de simulação de negócios

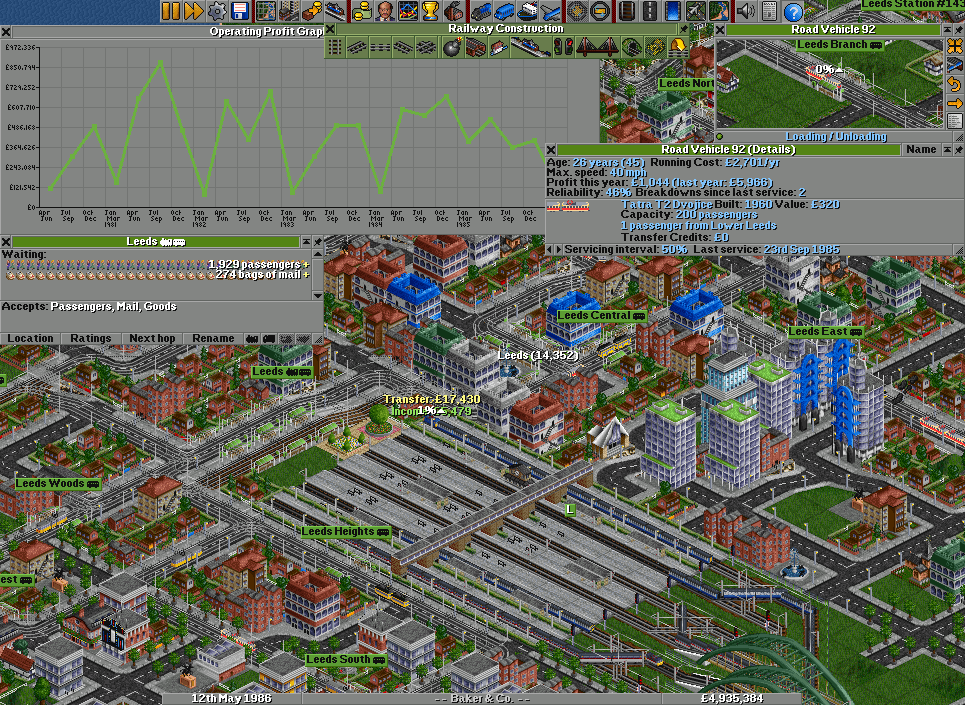
OpenTTD é um jogo de simulação de negócios onde o jogador tenta ganhar dinheiro transportando passageiros e cargas por via terrestre, férrea, aquática e aérea

Jogos de simulação de negócios, também conhecidos como jogos de simulação econômica, jogos tycoon ou simplesmente tycoons são jogos que se concentram no gerenciamento de processos econômicos, geralmente na forma de uma empresa. Jogos de simulação de negócios já foram descritos como simulações de construção e gerenciamento sem o elemento de construção. O microgerenciamento é frequentemente enfatizado nesses tipos de jogos. Eles são essencialmente numéricos, mas tentam prender a atenção do jogador usando gráficos criativos. O interesse nesses jogos está na simulação precisa de eventos do mundo real usando algoritmos, bem como na vinculação das ações dos jogadores a consequências e resultados esperados ou realistas. Uma faceta importante das simulações econômicas é a emergência de sistemas, jogabilidade e estruturas artificiais.
Há muitos jogos nesse gênero que foram criados em torno de várias empresas e simulações diferentes. Theme Park pode ser chamado de uma simulação de negócios porque o objetivo do jogo é atrair clientes e obter lucros, mas o jogo também envolve um aspecto de construção que o torna uma simulação de construção e gerenciamento. Trevor Chan é um notável desenvolvedor de jogos de simulação de negócios, tendo desenvolvido o jogo Capitalism, de 1995, que foi descrito pela IGN como o "melhor jogo de simulação de negócios".

## Aplicações no mundo real
Como as simulações de negócios simulam sistemas do mundo real, elas são usadas com frequência no ensino de administração, marketing, economia e hospitalidade. Alguns benefícios das simulações de negócios são que elas permitem que os alunos experimentem e testem a si mesmos em situações antes de se depararem com elas na vida real, que os alunos façam experimentos e testem hipóteses, e que os assuntos pareçam mais reais para eles do que quando ensinados de forma passiva. Elas também são muito usadas no mundo profissional para treinar trabalhadores dos setores financeiro, de hospitalidade e administração, e para estudar modelos econômicos, com algumas simulações tendo mais de 10.000 variáveis.
Simulações econômicas têm sido usadas até mesmo em experimentos, como os realizados por Donald Broadbent sobre aprendizado e cognição, que revelaram como as pessoas geralmente têm aptidão para dominar sistemas sem necessariamente compreender os princípios subjacentes. Outros jogos são usados para estudar o comportamento do consumidor.